# Хенсли (Арканзас)
Хенсли (енгл. Hensley) насељено је место без административног статуса у америчкој савезној држави Арканзас.

## Демографија
По попису из 2010. године број становника је 139, што је 11 (-7,3%) становника мање него 2000. године.
| Група             | 2000.      | 2010.       |
| Белци             | 51 (34,0%) | 27 (19,4%)  |
| Афроамериканци    | 97 (64,7%) | 105 (75,5%) |
| Азијати           | 0 (0,0%)   | 0 (0,0%)    |
| Хиспаноамериканци | 0 (0,0%)   | 0 (0,0%)    |
| Укупно            | 150        | 139         |